# АІ-8
АІ-8 — допоміжний газотурбінний двигун, призначений для запуску маршових двигунів АІ-20, АІ-24, Д-25В та аварійного живлення бортової мережі літаків, використовувався як аеродромний пусковий агрегат АПА-8. Розроблено на ЗМКБ «Прогрес» ім. академіка О. Г. Івченка, серійне виробництво розгорнуто в 1964 році на ВАТ «Мотор Січ» в м. Запоріжжя. 
Двигун застосовується на літаках; Ан-12, Бе-12, вертолітах Мі-6, Мі-10. В експлуатації знаходиться більше 460 двигунів АІ-8. Ремонт здійснюється на Київському авіаремонтному заводі № 410.

## Характеристики
- Габарити — 917х725х605 мм.
- Маса суха — 145 кг.
- Витрата повітря через компресор — 120 кг / год
- Температура газу перед турбіною — 780 C °
- Потужність на клемах генератора — 60 кВт.
- Частота обертання ротора турбін компресора — 28500 об / хв.
- Частота обертання ротора турбін генератора — 26000 об / хв.